# This Is... Icona Pop
This Is... Icona Pop kom ut den 30 oktober 2013 och är ett studioalbum av den svenska popgruppen Icona Pop.

## Låtar
1. I Love It feat. Charli XCX - 2.36
2. All Nights - 3.07
3. We Got The World - 3.07
4. Ready For The Weekend - 2.41
5. Girlfriend - 2.52
6. In The Starts - 3.18
7. On A Roll - 3.13
8. Just Another Night - 3.10
9. Hold On - 3.19
10. Light Me Up - 3.21
11. Then We Kiss - 2.19

## Listplaceringar
| Lista (2013-2014)   | Topplacering |
| ------------------- | ------------ |
| Belgien (Flandern)  | 96           |
| Belgien (Vallonien) | 120          |
| Frankrike           | 185          |
| Italien             | 77           |
| Schweiz             | 46           |
| Spanien             | 78           |
| Tyskland            | 99           |

### Fotnoter
1. ↑  ”This Is... Icona Pop”. Svensk mediedatabas. 1 mars 2013. http://smdb.kb.se/catalog/id/002961171. Läst 20 juli 2016.
2. ↑  ”This Is... Icona Pop”. Swedishcharts. 1 mars 2013. http://www.ultratop.be/nl/album/3700e/Icona-Pop-This-Is.... Läst 20 juli 2016.
3. ↑  ”This Is... Icona Pop”. Ultratop. 1 mars 2013. http://www.ultratop.be/fr/album/3700e/Icona-Pop-This-Is.... Läst 20 juli 2016.
4. ↑  ”This Is... Icona Pop”. Les Charts. 1 mars 2013. http://lescharts.com/showitem.asp?interpret=Icona+Pop&titel=This+Is%2E%2E%2E&cat=a. Läst 20 juli 2016.
5. ↑  ”This Is... Icona Pop”. Italiancharts. 1 mars 2013. http://italiancharts.com/showitem.asp?interpret=Icona+Pop&titel=This+Is%2E%2E%2E&cat=a. Läst 20 juli 2016.
6. ↑  ”This Is... Icona Pop”. Hitparade. 1 mars 2013. http://hitparade.ch/album/Icona-Pop/This-Is...-225294. Läst 20 juli 2016.
7. ↑  ”This Is... Icona Pop”. Italiancharts. 1 mars 2013. http://spanishcharts.com/showitem.asp?interpret=Icona+Pop&titel=This+Is%2E%2E%2E&cat=a. Läst 20 juli 2016.
8. ↑  ”This Is... Icona Pop”. Germancharts. 1 mars 2013. http://germancharts.de/showitem.asp?interpret=Icona+Pop&titel=This+Is%2E%2E%2E&cat=a. Läst 20 juli 2016.